# Ernst Fuchs (artista)
Ernst Fuchs (13 de febrero de 1930 - 9 de noviembre de 2015) fue un pintor y escultor austriaco.
Junto con Arik Brauer, Rudolf Hausner, Wolfgang Hutter, Anton Lehmden y Fritz Janschka, todos ellos alumnos de Albert Paris Gütersloh en la Academia de Bellas Artes de Viena, fue uno de los fundadores de la Wiener Schule des Phantastischen Realismus (Escuela Vienesa de Realismo Fantástico) fundada en Viena en 1946.